# Liste des longs métrages mongols proposés à l'Oscar du meilleur film international
Cet article présente la liste des longs métrages mongols proposés à l'Oscar du meilleur film international.

## Films proposés par la Mongolie
| Année (cérémonie) | Titre français                                | Titre original      | Réalisateur                        | Résultat    |
| ----------------- | --------------------------------------------- | ------------------- | ---------------------------------- | ----------- |
| 2004 (76e)        | L'Histoire du chameau qui pleure              | Ингэний Нулимс      | Byambasuren Davaa et Luigi Falorni | Non nommé   |
| 2006 (78e)        | Le Chien jaune de Mongolie                    | Шар Нохойн Агуй     | Byambasuren Davaa                  | Non nommé   |
| 2010 (82e)        | Genghis Khan, la légende d'un conquérant (ru) | Тайна Чингис Хаана  | Andrei Borissov                    | Disqualifié |
| 2018 (90e)        | Chingisiin huuhduud                           | Чингисийн хүүхдүүд  | Zolbayar Dorj                      | Non nommé   |
| 2020 (92e)        | Khiimori (en)                                 | Хийморь             | Erdenebileg Ganbold                | Non nommé   |
| 2021 (93e)        | Les Racines du monde                          | Дэлхийн судлууд     | Byambasuren Davaa                  | Non nommé   |
| 2023 (95e)        | Ergej irekhgüi namar (gl)                     | Эргэж ирэхгүй намар | Amarsaikhan Baljinnyam             | Non nommé   |
| 2024 (96e)        | Un jeune chaman                               | Сэр сэр салхи       | Lkhagvadulam Purev-Ochir           | Non nommé   |
| 2025 (97e)        | Si seulement je pouvais hiberner              | Баавгай болохсон    | Zoljargal Purevdach (mn)           | En attente  |